# Фаличи
Фаличи или Файс е княз на унгарците (маджарите), управлявал около средата на X век. Той е син на Ютош, трети син на Арпад. Файс управлява след неговия чичо Золтан. Наследен е от неговия братовчед Такшон, син на Золтан.